# Mercurii-Orden
Mercurii-Orden är ett svenskt ordenssällskap grundat i Stockholm år 1860 med ändamål att "främja intressekontakter och kamratlig samvaro mellan Bröder samt stödja Bröder som utan eget förvållande är i behov av hjälp." De flesta bröder är av hävd affärsmän eller egna företagare inom handel, industri, sjöfart och samfärdsel. Idag samlas medlemmar från de flesta yrken.
Ordens symbol är den bevingade hjälmen tillhörande guden Mercurius, handelns och skälmarnas beskyddare. Mercurii-Orden arbetar i tio grader. Varje grad har en egen ritual, vilken är hemlig för utomstående samt bröder av lägre grad. Mercurii-Orden bedriver logeverksamhet den första onsdagen i varje månad på Sjöfartshuset i Stockholm.

## Historia
Mercurii-Ordens initiativtagare var handelsbokhållaren Anders Ohlsson, anställd i Thunborgs manufakturaffär på Drottninggatan i Stockholm. I ett upprop till andra anställda inom handel hösten 1859 fick han med sig 57 H.H. Herrar Handelsexpediter. Första sammanträdet skedde i Gula Salen på Börshuset vid jultid samma år. Första april 1860 instiftades föreningen som fick namnet Minuthandelsexpediternas förbund vilket förkortades M.H.E.F. Det är dessa initialer som ännu idag bildar den röda tråden i Ordens ritualer.
Anders Ohlsson valdes första året som vice ordförande för att sedan vara ordförande under en lång tidsperiod. Föreningen fick dock inte den utveckling som A.O. hade hoppats på och han insåg att något måste göras. Den 3 december 1865 framlade han ett förslag på att ombilda föreningen till en orden. Orden indelades i fyra grader till vilka han utarbetade unika ritualer. Intresset ökade och med vinterfest med bal, högtidsdag med middag, sommarutflykter och andra aktiviteter. Varje år hölls också en auktion med skänkta artiklar vilket stärkte kassan.
Vart efter åren gick tilläts alla inom handel och industri att bli medlemmar varvid ett namnbyte stod för dörren. 1876 ändrades ordens namn till Mercurii-Orden. Den har sedan dess flyttat runt i ett antal olika lokaler i Stockholm. Däribland kan nämnas: Gamla Börshuset, Frimurarhuset på Riddarholmen, Hotell Reisen, Grand Hotell, Piperska muren, Bååtska palatset, Nürnberghuset och Hasselbacken. Sedan 2013 sammanträder man i Sjöfartshuset på Skeppsbron.
Sångkören som bildades 1907 förgyller årets träffar på Sjöfartshuset. Väpnarkåren, behjälpliga med olika sysslor inom orden bildades 1940 och Nöjesskvadronen som bland annat ansvarar för underhållning vid loger bildades 1988. En fastighet på Kocksgatan 48 stärker fonderna.